# Mont Chitokaniushi
Le mont Chitokaniushi (チトカニウシ山, Chitokaniushi-san) est la deuxième plus haute montagne des monts Kitami. Culminant à 1 446 m d'altitude, il est situé sur le territoire des villes de Kamikawa et Engaru en Hokkaidō au Japon.